# Hotele w Poznaniu

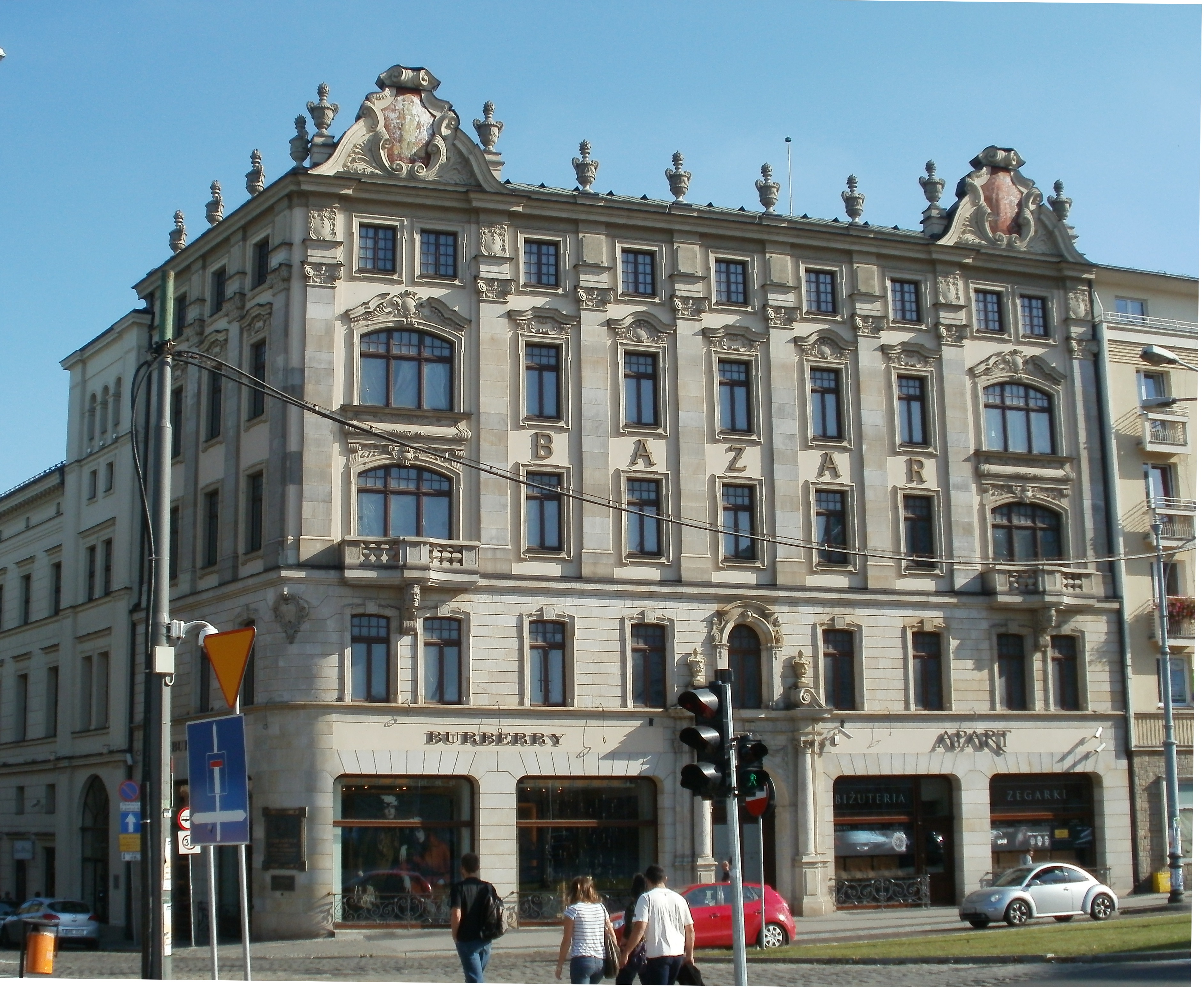
Hotel Bazar

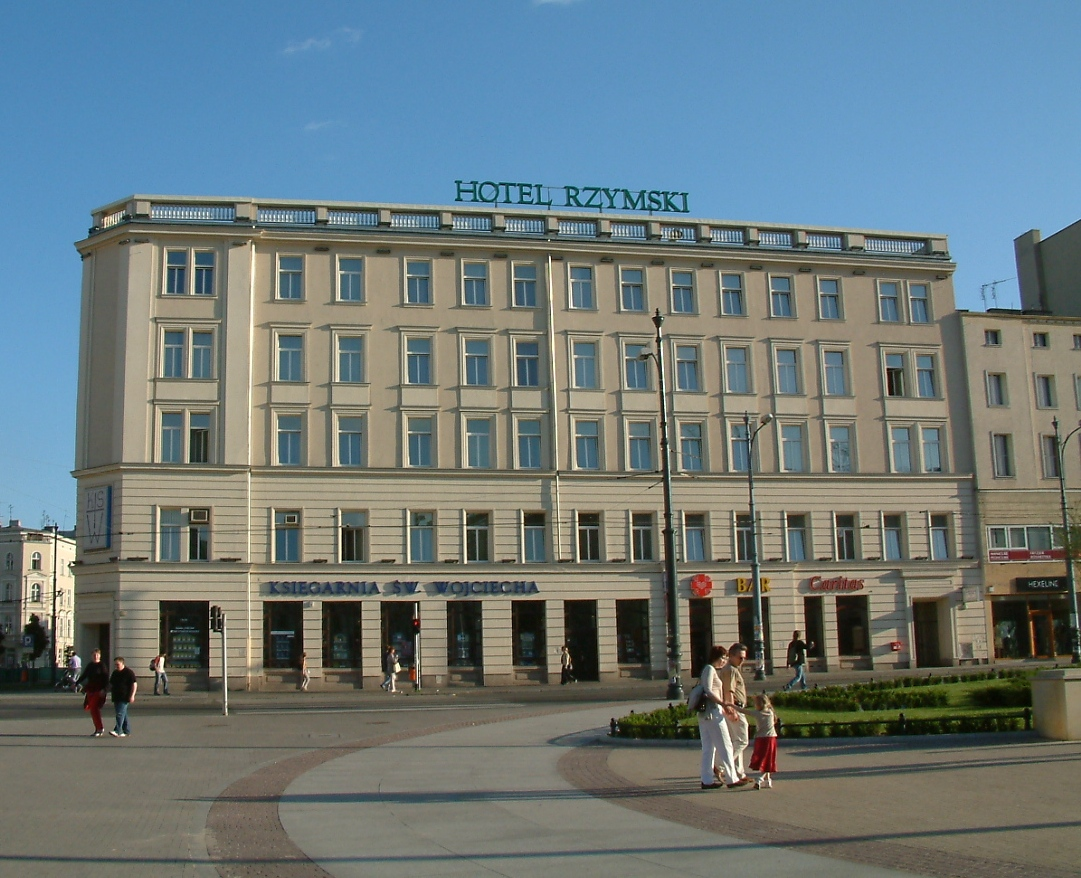
Hotel Rzymski

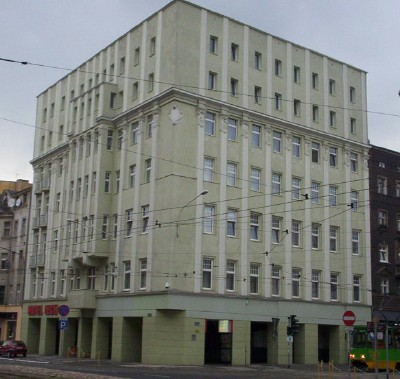
Hotel Lech

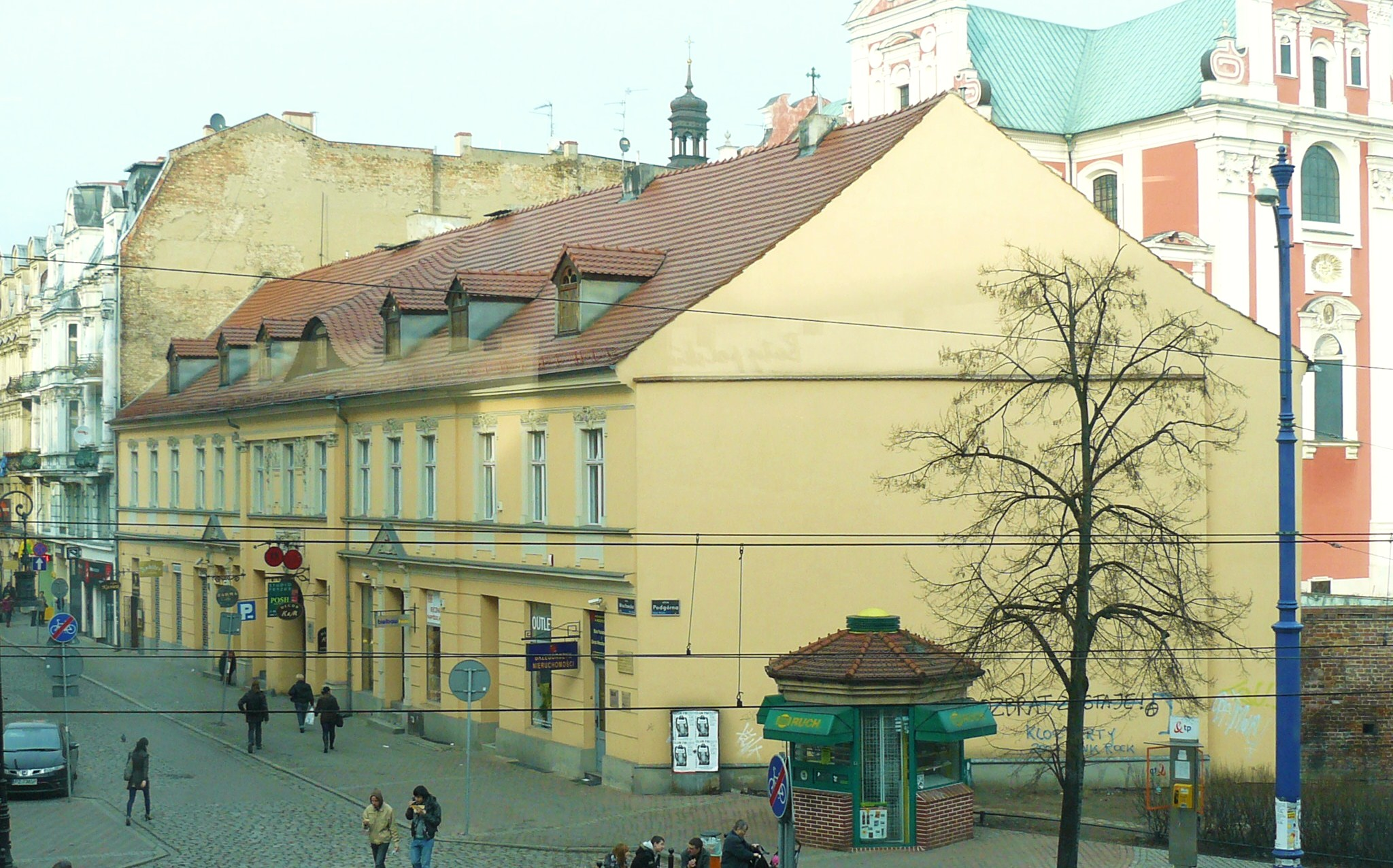
Dawny Hotel Saski

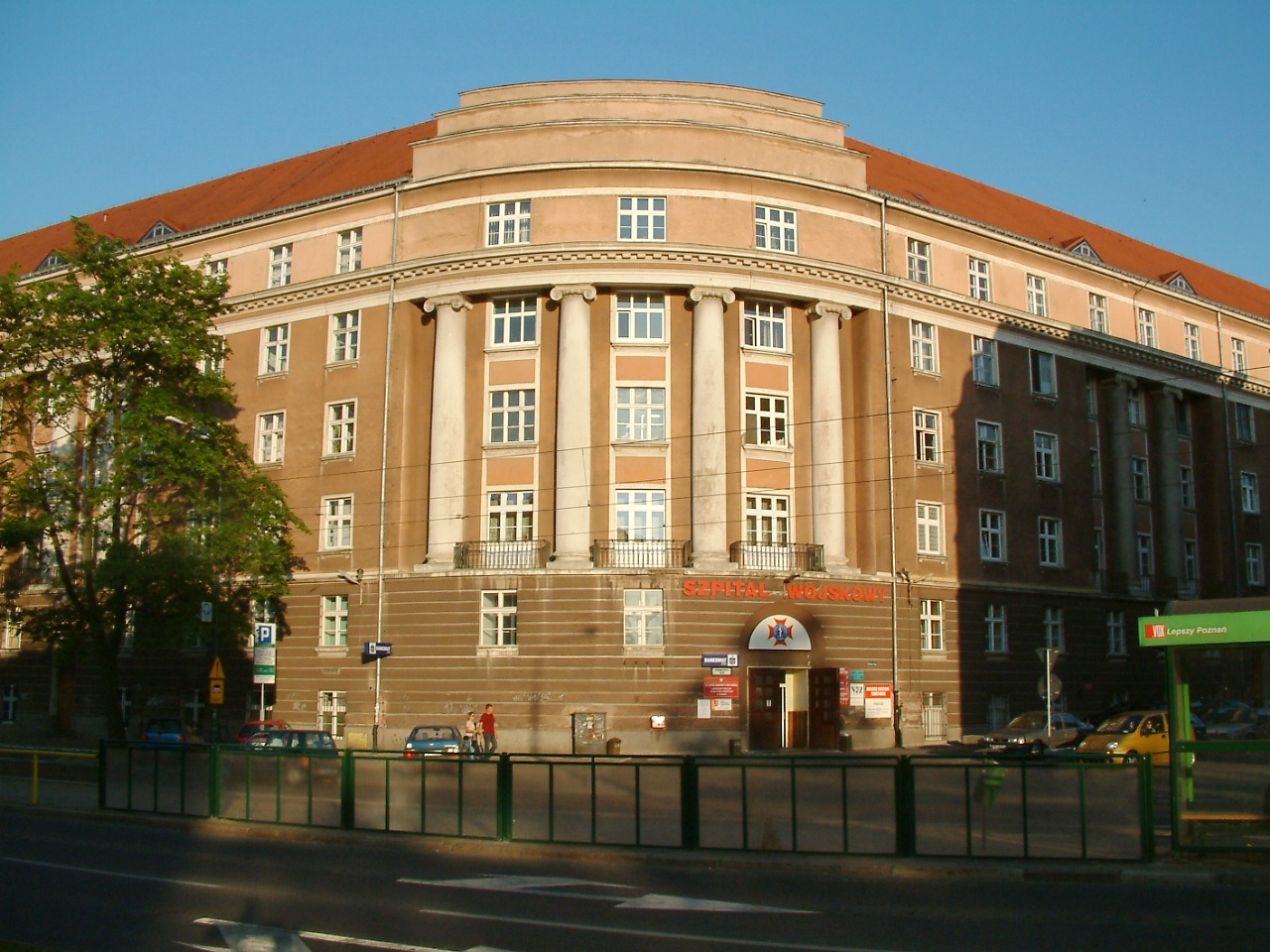
Dawny Hotel Polonia

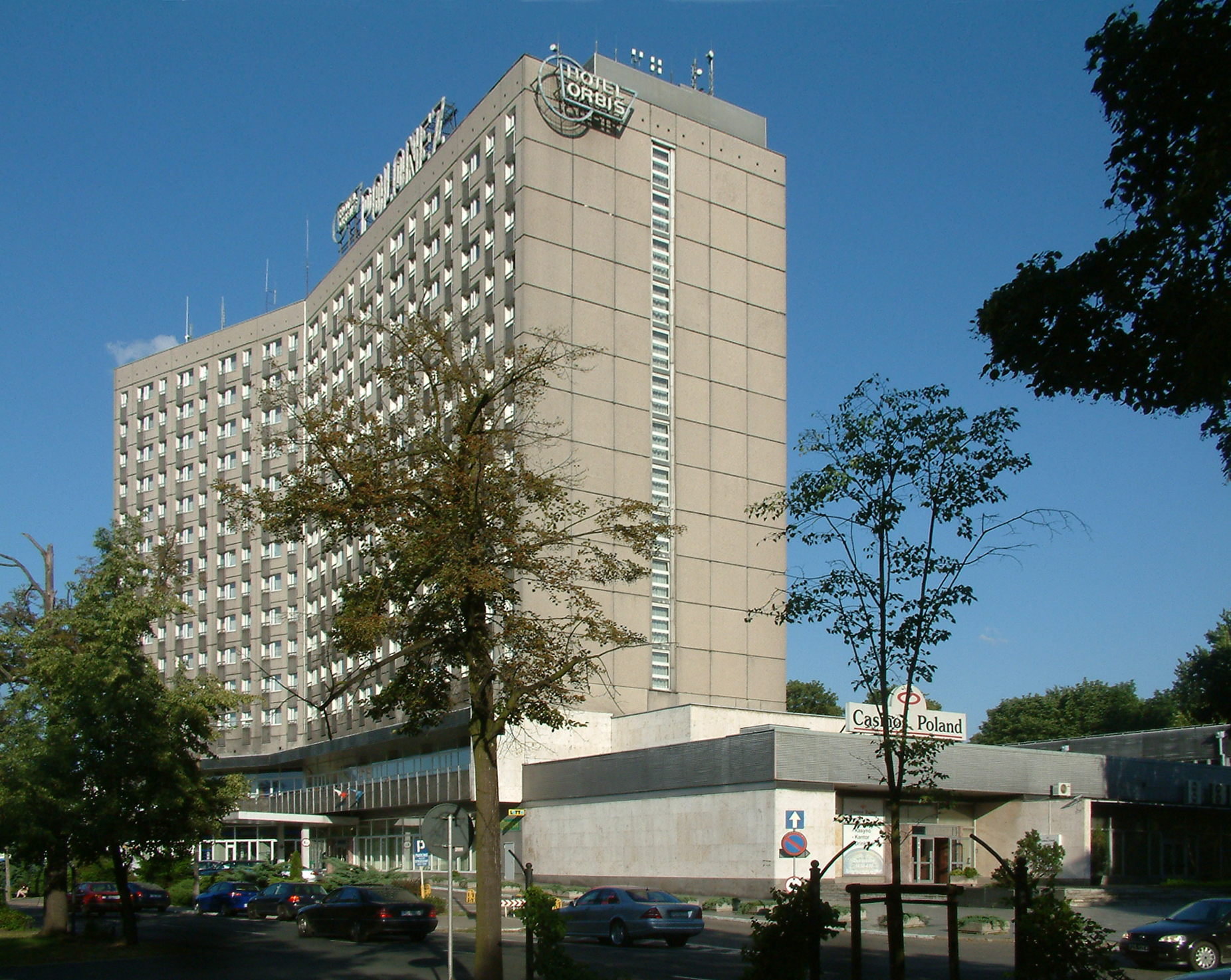
Dawny Hotel Orbis Polonez

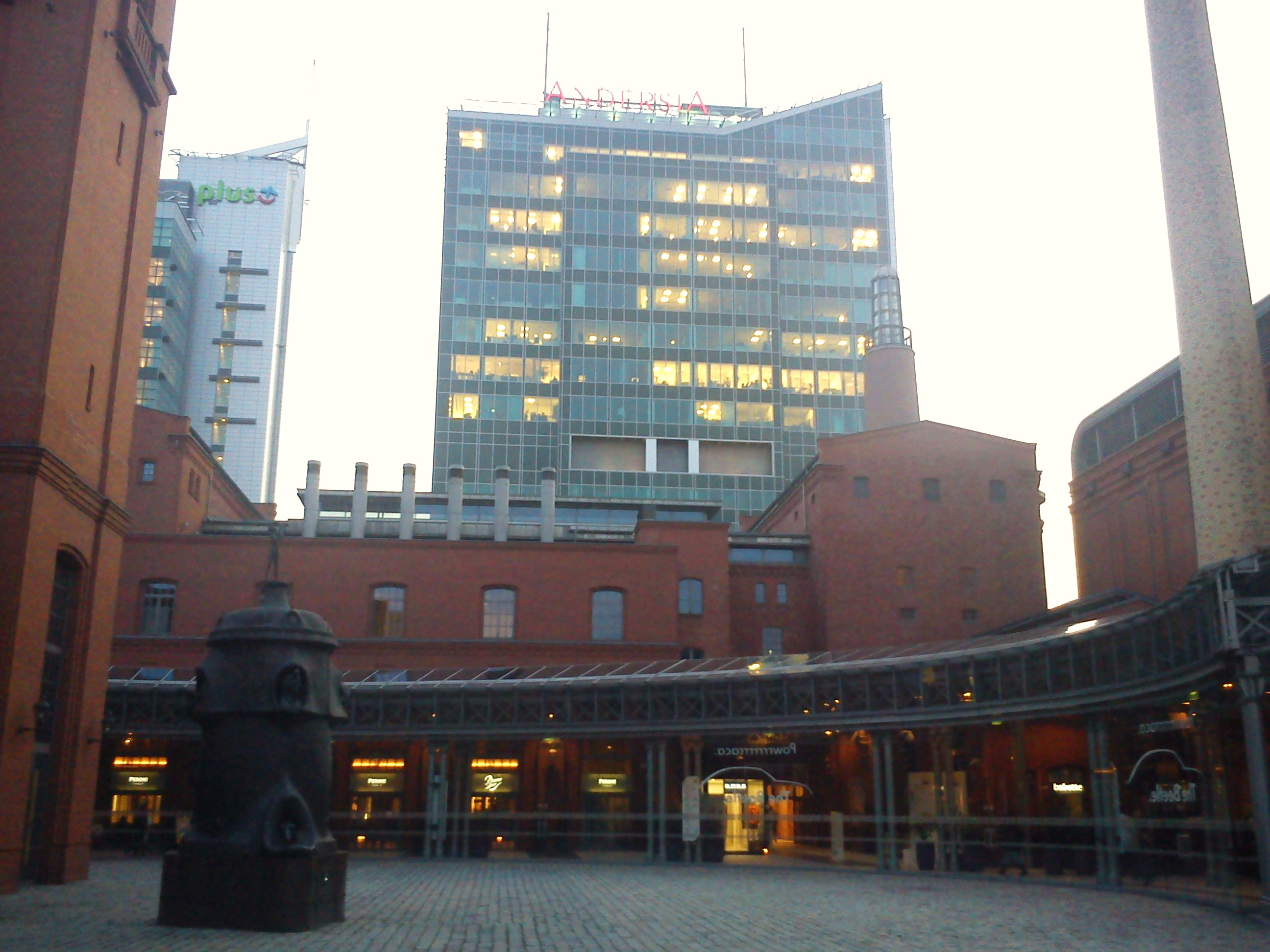
Hotel IBB Andersia widziany z dziedzińca Starego Browaru

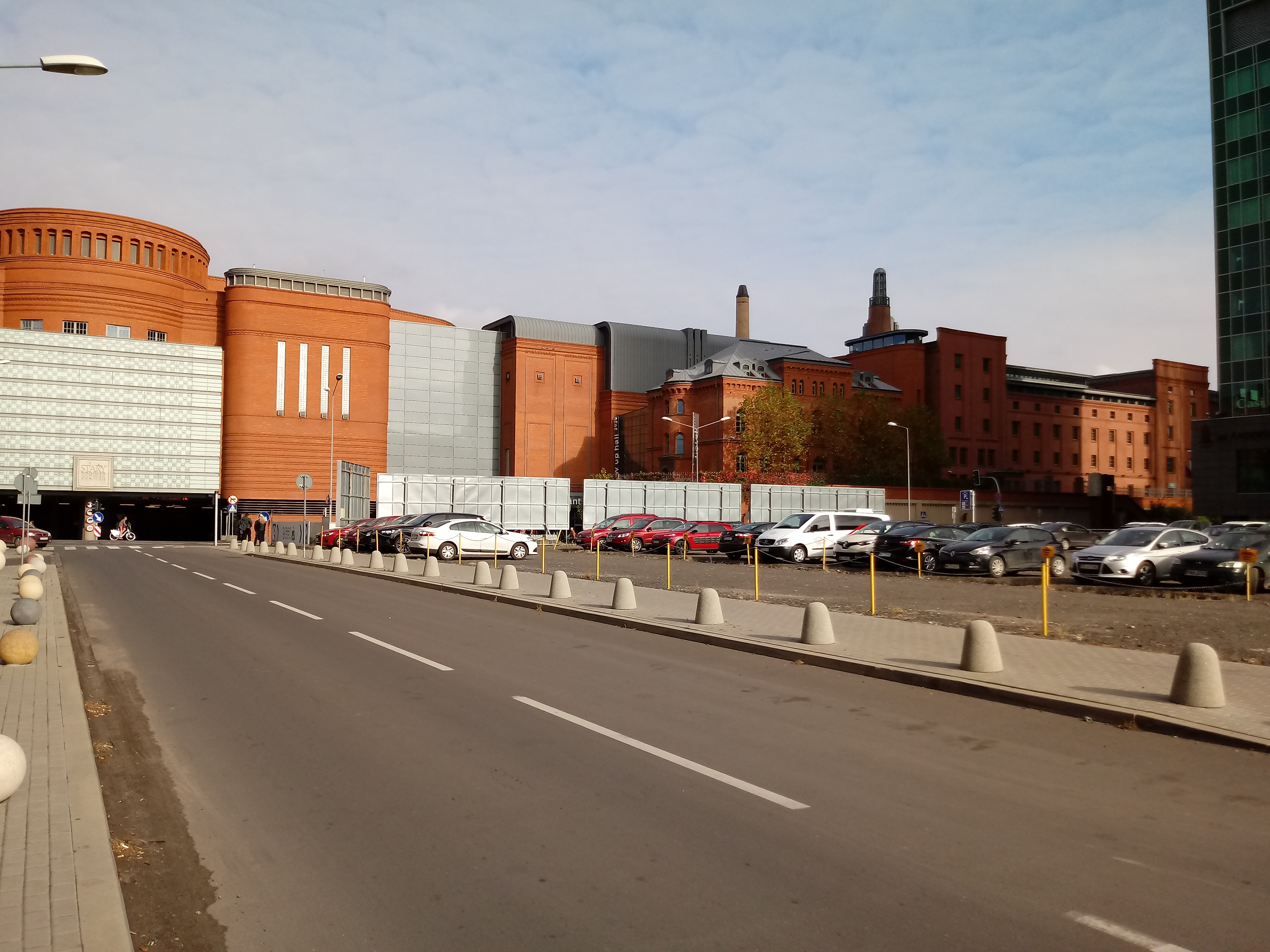
Hotel Blow Up Hall 50 50 (drugi budynek od prawej) w Poznaniu

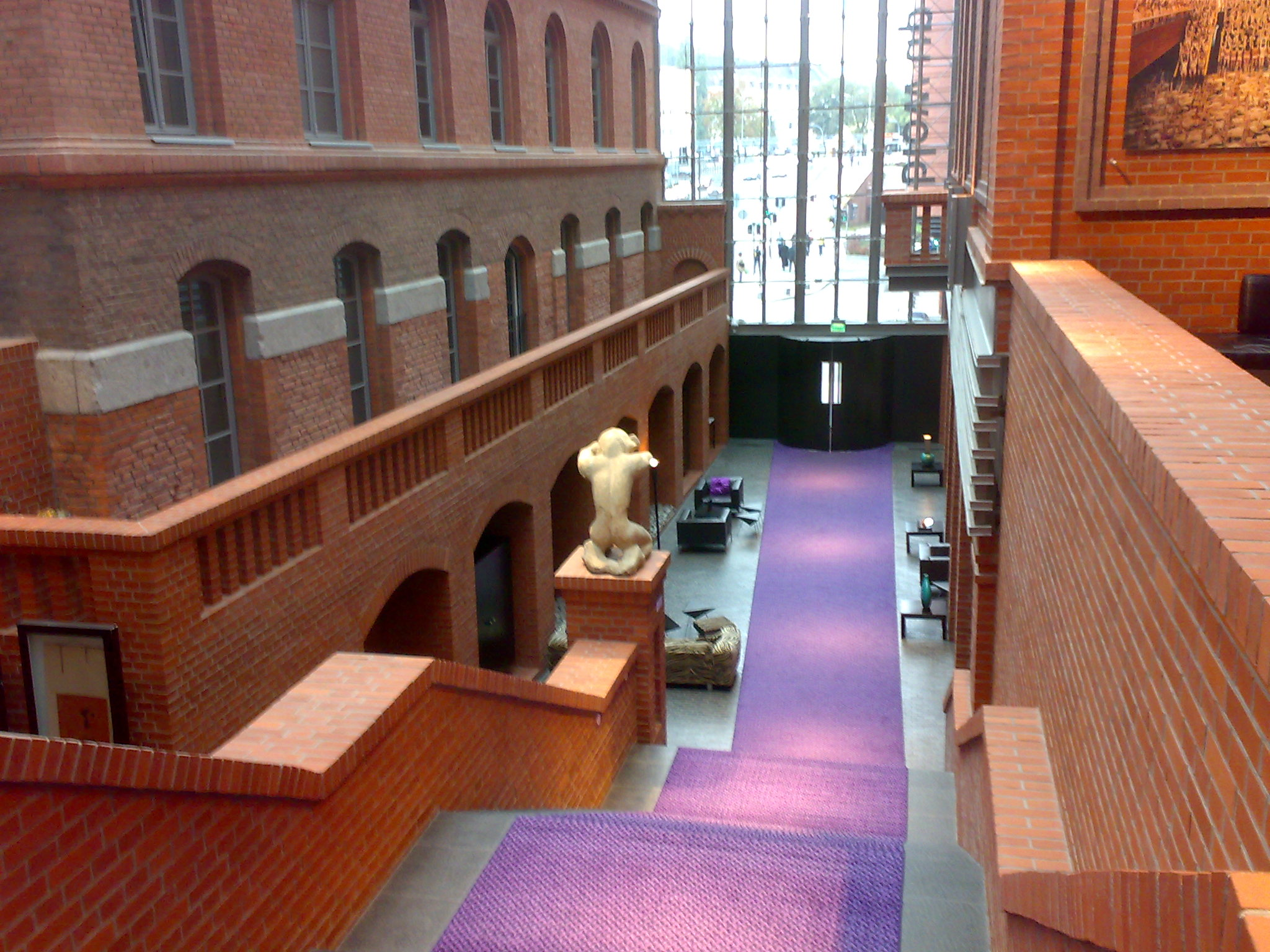
Wejście do Hotelu Blow Up Hall 50 50 w Poznaniu

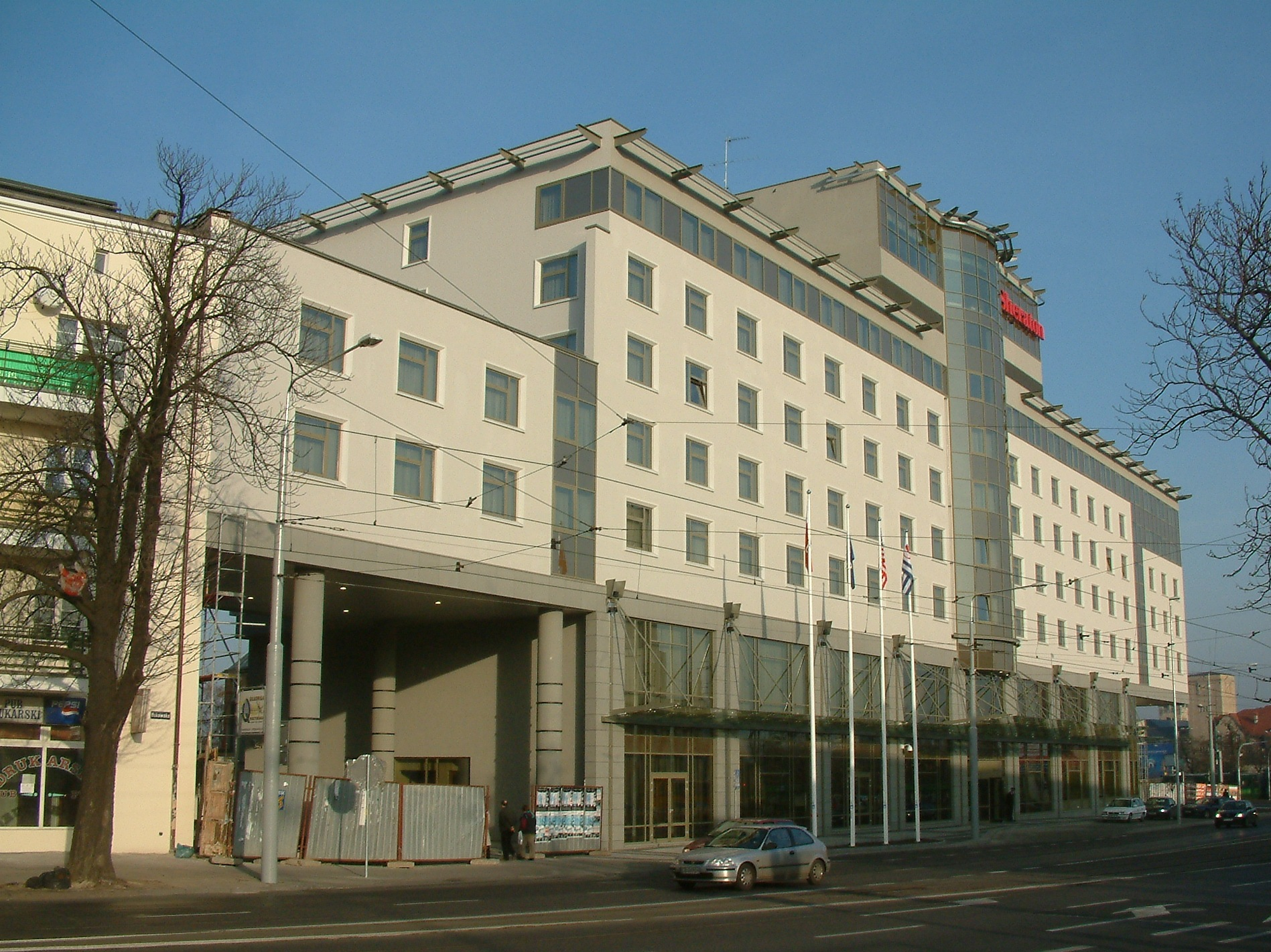
Hotel Sheraton

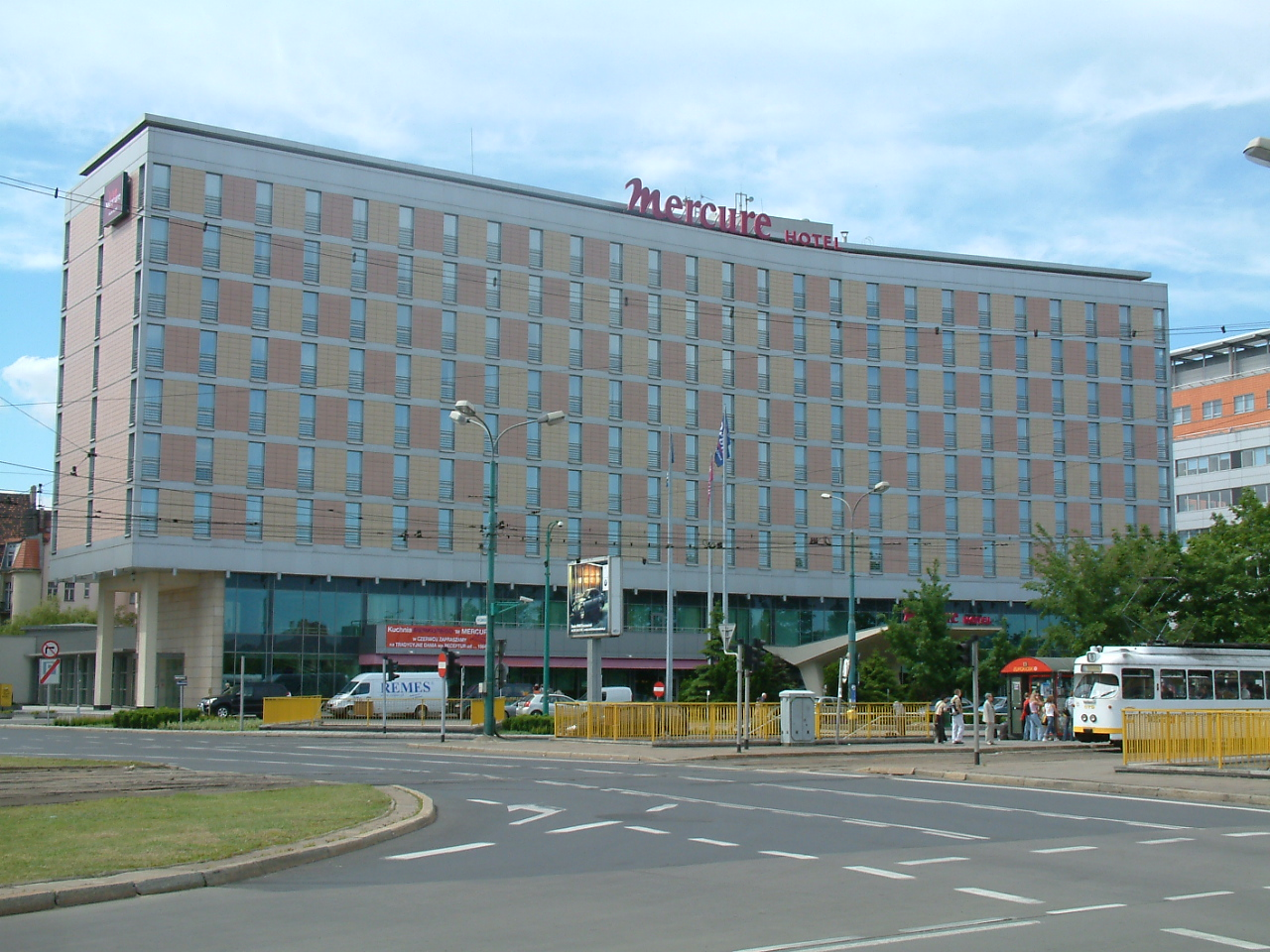
Hotel Mercure Poznań Centrum

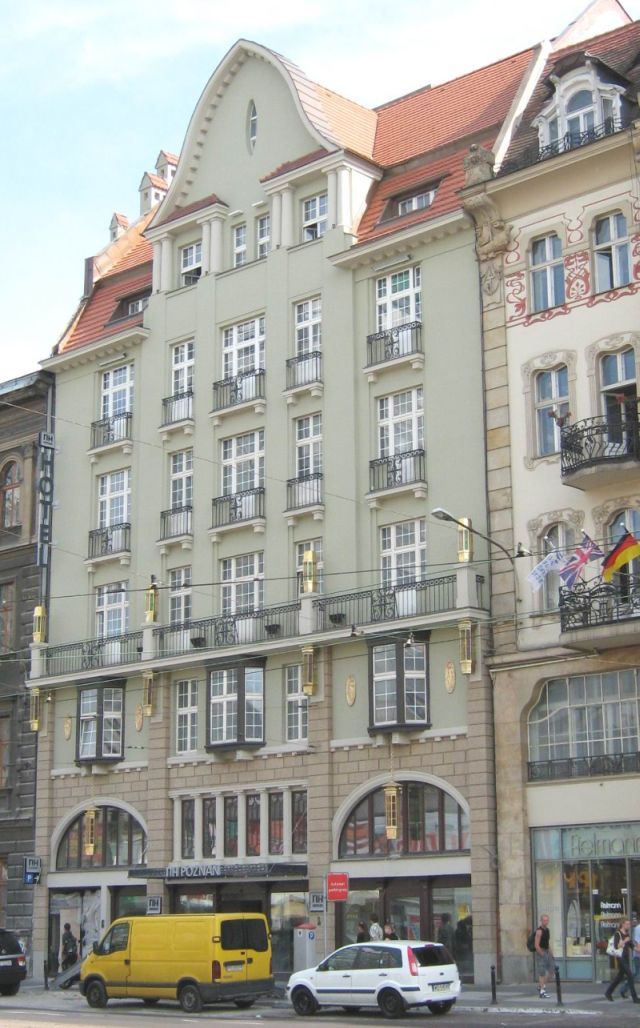
Hotel NH

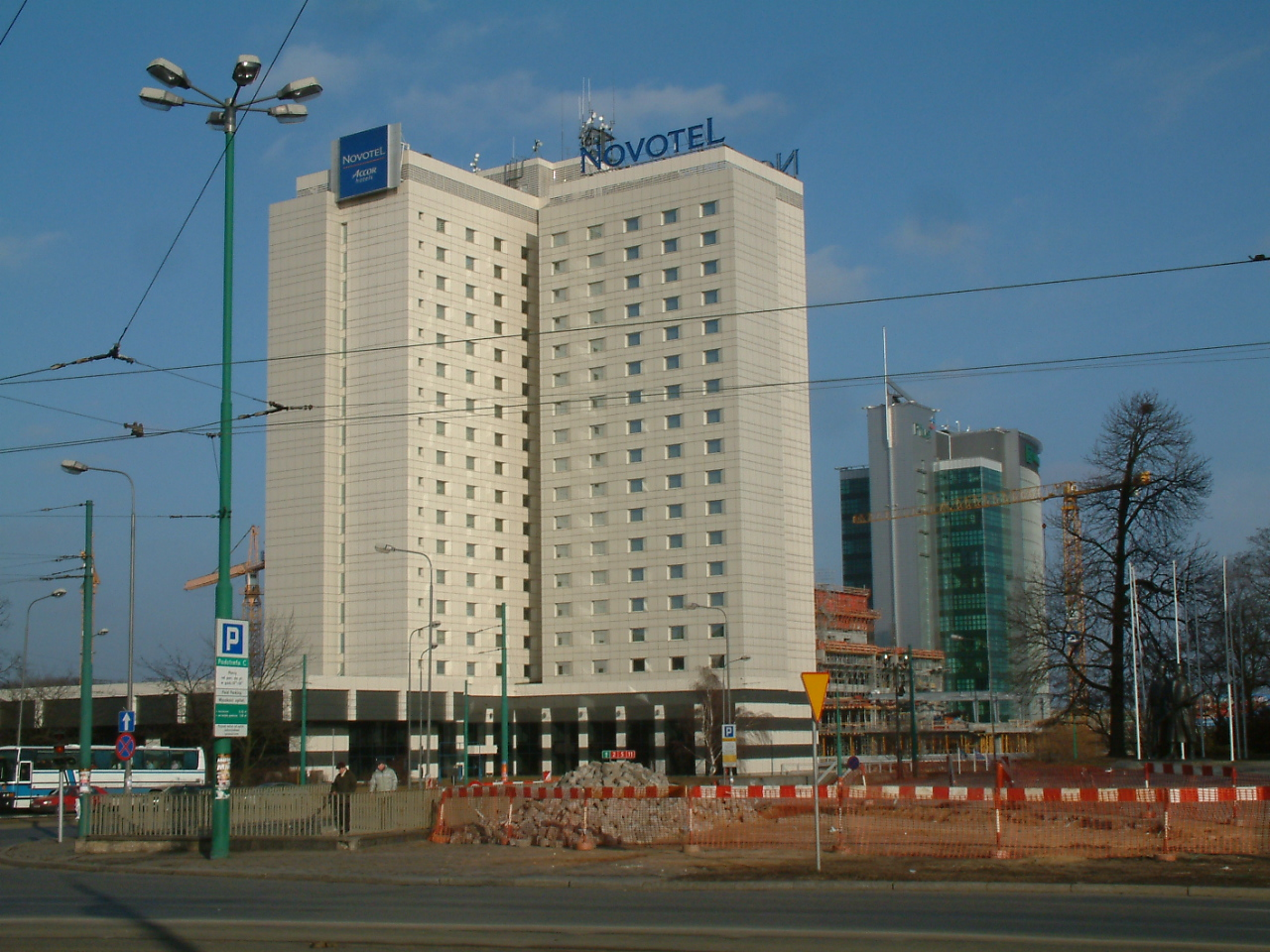
Hotel Novotel / Ibis Poznań Centrum

Hotele w Poznaniu – Poznań jako znaczący ośrodek gospodarczy, targowy i turystyczny, dysponuje rozbudowaną bazą noclegową, w tym hotelami różnych kategorii.

## Baza hotelowa
Z analizy danych zebranych przez Główny Urząd Statystyczny w połowie 2012 wynika, że stolica Wielkopolski zajmuje 4. miejsce wśród największych miast Polski pod względem wielkości posiadanej bazy hotelowej (60 obiektów hotelowych dysponujących łącznie 6 158 miejscami noclegowymi) oraz liczby turystów korzystających z hoteli – 440 730 osób. Lepsze wyniki odnotowano jedynie w Warszawie, Krakowie i we Wrocławiu.
Przeciętny turysta odwiedzający poznańskie hotele spędził w mieście 1,7 doby. Taki sam współczynnik odnotowano we Wrocławiu (1,7 doby). Nieznacznie krócej goście hotelowi nocowali w Łodzi, Szczecinie i Warszawie (1,6 doby). Najdłużej turyści przebywali natomiast w Krakowie (2,1 doby) i Gdańsku (2,3 doby).
Pod koniec czerwca 2012 bazę hotelową Poznania uzupełniało 48 obiektów zlokalizowanych w gminach powiatu poznańskiego. Znajdujące się tam hotele dysponowały 2 699 miejscami noclegowymi. W 2012 skorzystało z nich 151 493 turystów, którzy przebywali tam średnio 1,6 doby.
Baza noclegowa Poznania obejmuje również wiele obiektów nieskategoryzowanych przez urząd marszałkowski, które nie są brane pod uwagę w badaniach przeprowadzanych przez GUS.
W stolicy Wielkopolski dominują hotele średniej wielkości i obiekty małe – prowadzone przede wszystkim przez lokalnych przedsiębiorców. Sieciowe obiekty reprezentują: Sheraton, IBB Andersia, Ikar (Hotele WAM), Mercure, NH, Novotel Poznań Centrum, Novotel Poznań Malta, Gromada, Hotel 500, HP Park, Quality System, Campanile i Ibis.
Ze względu na wieloletni brak hoteli najwyższej klasy (5-gwiazdkowych) w Poznaniu wykształcił się jeden z większych w kraju rynków wynajmu apartamentów dla biznesmenów i turystów.
W Poznaniu nie powstały dotąd znane sieciowe hotele, które z powodzeniem działają w innych polskich miastach (w tym rzadziej odwiedzanych przez turystów): Andel’s, ComfortExpress, Diament, Focus, Hilton, Holiday Inn, Radisson Blu, Scandic, Sofitel, Start, czy Qubus.
Spośród zagranicznych turystów odwiedzających poznańskie obiekty noclegowe w 2012 najliczniejsze grupy stanowili Niemcy (46,9 tys. osób), a także Irlandczycy (23,6 tys. osób), Brytyjczycy (17,0 tys. osób), Hiszpanie (9,0 tys. osób), Włosi (8,2 tys. osób), Francuzi (7,1 tys. osób), Rosjanie (5,2 tys. osób) i Holendrzy (5,0 tys. osób).
Badania ruchu turystycznego w Poznaniu wykazały, że ok. 38% gości przyjeżdża do miasta w celach biznesowych, a kolejne 30–35% z zamiarem zwiedzania, wypoczynku i rekreacji.
Bazę hotelową miasta uzupełniają liczne apartamenty na wynajem, hostele, motele i pensjonaty.

## Dawne hotele
- Hotel Bazar – narożnik ul. Paderewskiego i Al. Marcinkowskiego, przy pl. Wolności. Został zbudowany w latach 1838-1842 z inicjatywy Karola Marcinkowskiego. W 1848 miał w nim swoją siedzibę Komitet Narodowy – polski rząd na terenie Wielkiego Księstwa Poznańskiego podczas Wiosny Ludów. W 1918 nocował tu Ignacy Jan Paderewski, którego przemówienie z balkonu hotelowego w dniu 27 grudnia doprowadziło do wybuchu powstania wielkopolskiego. W okresie międzywojennym „Bazar” był luksusowym hotelem słynącym z restauracji o olbrzymim wyborze win. Budynek spłonął w 1945, pięć lat później został przejęty przez przedsiębiorstwo Orbis. Po częściowej odbudowie obiekt funkcjonował jako Hotel Orbis Bazar. W latach 90. XX wieku gmach wrócił w ręce przedwojennych akcjonariuszy, którzy do dziś prowadzą jego remont. Obecnie „Bazar” nie pełni roli hotelu. Na fasadzie budynku znajdują się tablice pamiątkowe poświęcone Ignacemu Paderewskiemu, Henrykowi Sienkiewiczowi (który nocował w hotelu) oraz Hipolitowi Cegielskiemu (który prowadził w „Bazarze” sklep z narzędziami rolniczymi)[5].
- Hotel Orbis Polonez – al. Niepodległości 36. Został wybudowany przez przedsiębiorstwo Orbis w latach 1972-1974. W obiekcie było 369 pokoi mogących pomieścić jednorazowo 571 osób. W 2012 Orbis wystawił hotel na sprzedaż. Budynek został kupiony przez firmę Griffin Real Estate, która w 2014 uruchomiła w obiekcie Centrum Akademickie Polonez – dom studencki z rozbudowaną częścią handlową na parterze[6].
- Hotel Polonia – narożnik ul. Grunwaldzkiej i Stolarskiej. Powstał w latach 1928–1929 z okazji Powszechnej Wystawy Krajowej. Został wybudowany w 13 miesięcy. Po zakończeniu wystawy hotel – największy wówczas w Poznaniu – przekształcono w szpital wojskowy. Budynek funkcję tę pełni do dzisiaj, początkowo jako Specjalistyczny Szpital Kliniczny Uniwersytetu Medycznego im. Karola Marcinkowskiego w Poznaniu, a obecnie część Szpitala Klinicznego im. Heliodora Święcickiego Uniwersytetu Medycznego im. Karola Marcinkowskiego w Poznaniu[7][8].
- Hotel Saski – ul. Wrocławska 25. Został wybudowany w latach 1796–1797[9]. Jest najstarszym istniejącym budynkiem hotelowym w Poznaniu, obecnie nie pełni już swojej pierwotnej roli. W 1807 występował w nim Wojciech Bogusławski razem ze swoim zespołem. Obiekt związany jest z pobytem w Poznaniu wojsk napoleońskich w 1806 i 1812 – w czasie odwrotu spod Moskwy mieszkał w nim cesarz Napoleon Bonaparte. W połowie XIX wieku hotel przebudowano na kamienicę czynszową, znalazły się w nim także sklepy i lokale gastronomiczne. Obecny wygląd elewacji pochodzi z przebudowy dokonanej pod koniec XIX wieku. Na fasadzie znajduje się tablica upamiętniająca pobyt Napoleona i występy Bogusławskiego.
- Hotel Wiedeński – w centrum, przy placu Wiosny Ludów, w miejscu obecnego skweru na narożniku ulic Szymańskiego i Święty Marcin (budynek uległ rozbiórce).
- Hotel Lech – ul. Święty Marcin 74 (Centrum), 80 pokoi, 126 miejsc noclegowych. Pierwszy hotel w tej kamienicy otwarto w 1910 – działał pod nazwą Residenzhotel. W 1920 obiekt przemianowano na Hotel Britania. Po II wojnie światowej kamienicę przejęło państwowe przedsiębiorstwo usług turystycznych, które nadało mu piastowską nazwę Hotel Lech. Obiekt zamknięty w 2019 roku.

## Współczesne hotele
W kwietniu 2019, według bazy Urzędu Marszałkowskiego Województwa Wielkopolskiego, na terenie Poznania funkcjonowały 73 hotele: 3*****, 14****, 39***, 14**, 3*. Według Głównego Urzędu Statycznego było to 57 hoteli: 3*****, 15****, 29***, 9**, 1*.
Liczba miejsc noclegowych według GUS w 2017 wynosiła 6 986.

### Hotele 5-gwiazdkowe[11]
1. Blow Up Hall 50 50 (należy do Small Luxury Hotels of The World) – ul. Kościuszki 42 (Centrum), w kompleksie Starego Browaru, 22 pokoje, 44 miejsca noclegowe, otwarty w 2008 – powstał w przebudowanym XIX-wiecznym gmachu sądu wojskowego.
2. City Park Hotel & Residence – ul. Wyspiańskiego 26a (Grunwald), w kompleksie City Park Poznań, 88 pokoi, 176 miejsc noclegowych, otwarty w 2008.
3. Sheraton Poznan Hotel (należy do Starwood Hotels and Resorts Worldwide – sieć Sheraton) – ul. Bukowska 3/9 (Jeżyce), 181 pokoi, 362 miejsca noclegowe, otwarty w 2006 – był to pierwszy 5-gwiazdkowy hotel w Poznaniu.

### Hotele 4-gwiazdkowe[11]
1. Hotel City Solei Boutique – ul. Wenecjańska 1-8 (Chwaliszewo), 22 pokoje, 40 miejsc noclegowych, otwarty w 2012.
2. Hotel DeSilva Premium Poznań – ul. Piekary 5 (Centrum).
3. IBB Andersia Hotel (należy do IBB Hotels) – pl. Andersa 3 (Centrum), 171 pokoi, 342 miejsca noclegowe, Spa, otwarty w 2007 – zajmuje dziesięć pięter biurowca Andersia Tower.
4. Hotel Ilonn – ul. Szarych Szeregów 16 (Podolany), 77 pokoi, 153 miejsca noclegowe, otwarty w 2009 – powstał w gruntownie przebudowanym budynku turystyczno-pracowniczego Hotelu Ilon.
5. Hotel Kolegiacki – pl. Kolegiacki 5 (Stare Miasto), 24 pokoje (docelowo - 35), 48 miejsc noclegowych, otwarty w 2011 w odrestaurowanej kamienicy z początku XIX wieku, którą wzniesiono dla poznańskiego kupca Gotthilfa Bergera. Obiekt ten zamieszkiwali i odwiedzali m.in. Marceli Motty, Hipolit Cegielski i Karol Marcinkowski.
6. Hotel Mercure Poznań Centrum (należy do AccorHotels – sieć Mercure) – ul. Roosevelta 20 (Jeżyce), 228 pokoi, 416 miejsc noclegowych, otwarty w 1964 jako pierwszy tego typu obiekt zbudowany w Poznaniu po II wojnie światowej – działał pod nazwą Hotel Orbis Merkury. W latach 1999–2002 obiekt został zmodernizowany.
7. Hotel Moderno (należy do grupy Hotele Kaliski) – ul. Kolejowa 29 (Łazarz), 88 pokoi, 176 miejsc noclegowych, otwarty 2012.
8. Hotel NH Poznań (należy do NH Hotel Group) – ul. Święty Marcin 67 (Centrum), 93 pokoje, 186 miejsc noclegowych, spa, otwarty w 2008 – powstał w gruntownie zmodernizowanej kamienicy po dawnym Hotelu Wielkopolska (zamkniętym w 2005). Wcześniej funkcjonował w tym miejscu Hotel Reichshof, który otwarto w 1910.
9. Hotel Novotel Poznań Centrum (należy do AccorHotels – sieć Novotel) – pl. Andersa 1 (Centrum), 480 pokoi, 800 miejsc noclegowych, otwarty w 1978 jako Hotel Orbis Poznań. Od momentu oddania do użytku jest największym hotelem w mieście, obiekt był modernizowany w latach 2001–2002 i 2009–2010 oraz w roku 2013.
10. Hotel Platinum Palace Residence – ul. Reymonta 19 (Grunwald), 14 pokoi, 28 miejsc noclegowych, otwarty w 2010 – powstał w gruntownie przebudowanej willi z lat 30. XX wieku, którą wzniesiono na zamówienie poznańskiego potentata kolejowego Hieronima Ratajskiego.
11. Regatta Hotel - Restauracja Spa – ul. Chojnicka 49 (Kiekrz), 23 pokoje, 46 miejsc noclegowych, Spa, otwarty w 2013[13].
12. Hotel Rezydencja Solei – ul. Wałecka 2 (Strzeszyn), 23 pokoje, 46 miejsc noclegowych, otwarty w 2004.
13. Hotel Grand Royal – ul. Głogowska 358a (Fabianowo / Kotowo), 62 pokoje, 126 miejsc noclegowych, otwarty w 2009.
14. Hotel Vivaldi (należy do Prestige Hotels & Resorts) – ul. Winogrady 9 (Winogrady), 48 pokoi, 57 miejsc noclegowych, otwarty w 1997.

### Hotele 3-gwiazdkowe[11]
1. Hotel Altus (również jako Hotel Altus Poznań Old Town) – ul. Święty Marcin 40 (Centrum), otwarty w 2018 w pierwszym wieżowcu kompleksu Alfa, od strony ul. Ratajczaka.
2. Hotel Batory – ul. Leszczyńska 7-13 (Świerczewo), 21 pokoi, 37 miejsc noclegowych, otwarty w 1998.
3. Hotel Brovaria – Stary Rynek 73/74 (Stare Miasto), 21 pokoi, 39 miejsc noclegowych, otwarty w 2004.
4. Hotel Caro – ul. Santocka 6 (Smochowice), 11 pokoi, 23 miejsca noclegowe.
5. Hotel Centrum Kongresowe Instytutu Ochrony Roślin – ul. Węgorka 20 (Kasztelanów), 63 pokoje, 114 miejsc noclegowych, otwarty w 1994.
6. Hotel Comm – ul. Bukowska 348/350 (Ławica), 17 pokoi, 26 miejsc noclegowych, otwarty w 2000.
7. Hotel Dorrian – ul. Wyspiańskiego 29 (Łazarz), 19 pokoi, 37 miejsc noclegowych.
8. Hotel Fairplayce – ul. Bożydara 10 (Umultowo).
9. Hotel Feniks – ul. Czeremchowa 26 (Świerczewo), 25 pokoi, 57 miejsc noclegowych, otwarty jako pensjonat w 2001.
10. Focus Hotel Poznań – ul. Serafitek 4 (Święty Roch).
11. Hotel ForZa – ul. Dworska 1 (Naramowice), 24 pokoje, 48 miejsc noclegowych, centralnym punktem nowego obiektu jest XIX-wieczny bunkier wykonany z konstrukcji ceglanej – jego wnętrza zostały zaadaptowane na restaurację, otwarty w 2013.
12. Hotel Gaja – ul. Gajowa 12 (Jeżyce), 55 pokoi, 105 miejsc noclegowych.
13. Hotel Grodzki – ul. Ostrowska 442 (Szczepankowo / Spławie), 14 pokoi, 27 miejsc noclegowych.
14. Hotel Gromada (należy do Ogólnokrajowej Spółdzielni Turystycznej Gromada) – ul. Babimojska 7 (Raszyn / Osiedle Kopernika), 73 pokoje, 146 miejsc noclegowych, otwarty w 1991.
15. Hotel Henlex – ul. Spławie 43 (Szczepankowo / Spławie), 28 pokoi, 50 miejsc noclegowych, otwarty w 2002.
16. Hotel HP Park – ul. Baraniaka 77 (Malta), 98 pokoi, 196 miejsc noclegowych, hotel otwarty w 1991.
17. Ibis Poznań Centrum (należy do AccorHotels – sieć Ibis) – pl. Andersa 1 (Centrum), w tym samym budynku co Novotel Poznań Centrum.
18. Hotel Ikar (należy do sieci Hotele WAM) – ul. Kościuszki 118 (Centrum), 144 pokoje, 231 miejsc noclegowych, otwarty w 1982, wnętrza obiektu zostały przebudowane w 2012.
19. Hotel Korel – ul. 28 Czerwca 1956 r. nr 209 (Wilda), 41 pokoi, 69 miejsc noclegowych, otwarty w 2012.
20. Hotel Kortowo – ul. Kotowo 62 (Fabianowo / Kotowo), 12 pokoi, 23 miejsca noclegowe, otwarty w 2005.
21. Hotel Księcia Józefa – ul. Ostrowska 391/393 (Szczepankowo / Spławie), 14 pokoi, 27 miejsc noclegowych, otwarty w 2007.
22. Hotel Lemon Plaza – ul. Drużbickiego 3 (Winogrady).
23. Hotel Malta – ul. Krańcowa 98 (Malta), na terenie Campingu Malta, 23 pokoje, 46 miejsc noclegowych.
24. Hotel Mat's – ul. Bułgarska 115 (Marcelin), 35 pokoi, 67 miejsc noclegowych, otwarty w 1994.
25. Hotel Novotel Poznań Malta (należy do AccorHotels – sieć Novotel) – ul. Warszawska 64/66 (Komandoria), 149 pokoi, 298 miejsc noclegowych, otwarty w 1975, był modernizowany w 2006 i 2013.
26. Hotel Palazzo Rosso – ul. Gołębia 6 (Stare Miasto).
27. Hotel Royal – ul. Święty Marcin 71 (Centrum), 35 pokoi, 60 miejsc noclegowych, 2 sale konferencyjne. Hotel powstał w kamienicy, która już w 1900 mieściła hotel (funkcjonował na tyłach destylarni Jana Świtalskiego produkującej wysokogatunkowe wina). Na przełomie 1918 i 1919 pomieszczenia hotelu stały się siedzibą Głównego Dowództwa powstania wielkopolskiego. Po II wojnie światowej był to pierwszy otwarty hotel w Poznaniu. Ponownie otwarty w 2000.
28. Hotel Rzymski – Al. Marcinkowskiego 22 (Centrum), 87 pokoi, 147 miejsc noclegowych, otwarty w 1840 – początkowo funkcjonował pod nazwą Hotel de Rome, po I wojnie światowej budynek stał się siedzibą Drukarni i Księgarni Świętego Wojciecha, w latach 40. XX wieku niemieccy właściciele uruchomili w tym miejscu Hotel Ostland, po II wojnie światowej funkcjonował jako Hotel Poznański. W 1991 gmach został przejęty przez spółkę pracowniczą – nowy zarządca zmienił nazwę obiektu na Hotel Rzymski nawiązując do jego dawnej tradycji.
29. Hotel Safir – ul. Żmigrodzka 41/49 (Junikowo), 32 pokoje, 50 miejsc noclegowych, otwarty w 2010.
30. Hotel Stare Miasto – ul. Rybaki 36 (Centrum), 23 pokoje, 43 miejsca noclegowe, otwarty w 2004.
31. Hotel Sunny – ul. Kowalewicka 12b (Fabianowo / Kotowo), 22 pokoje, 45 miejsc noclegowych.
32. Hotel Śródka – ul. Śródka 6 (Śródka).
33. Hotel T&T – ul. Metalowa 4 (Górczyn), 17 pokoi, 34 miejsca noclegowe.
34. Hotel Topaz Poznań Centrum – ul. Przemysłowa 34a (Wilda), 29 pokoi, 52 miejsca noclegowe.
35. Hotel U Mocnego – ul. Złotowska 82 (Ławica), 21 pokoi, 42 miejsca noclegowe.
36. Hotel Włoski – ul. Dolna Wilda 8 (Wilda), 70 pokoi, 140 miejsc noclegowych, otwarty w 2009.
37. Hotel Zagroda Bamberska – ul. Kościelna 43 (Jeżyce), 10 pokoi, 20 miejsc noclegowych, otwarty w 2007 – powstał w odrestaurowanym XIX-wiecznym gospodarstwie bamberskim.
38. Hotel Zielony – ul. Przełęcz 21 (Świerczewo), 15 pokoi, 30 miejsc noclegowych, otwarty w 2012.

### Hotele 2-gwiazdkowe[11]
1. Hotel 222 – ul. Grunwaldzka 222 (Junikowo / Osiedle Kopernika), 51 pokoi, 102 miejsca noclegowe, otwarty w 1998, zamknięty w 2018
2. Hotel Astra – ul. Lutycka 31 (Wola), 12 pokoi, 24 miejsca noclegowe.
3. Hotel Atlantis – ul. Złotowska 82 (Ławica), 20 pokoi, 40 miejsc noclegowych.
4. Hotel Campanile (należy do Louvre Hotels – sieć Campanile) – ul. Świętego Wawrzyńca 96 (Ogrody), 80 pokoi, 160 miejsc noclegowych, otwarty w 2004.
5. Hotel Gold – ul. Bukowska 127a (Ogrody), 11 pokoi, 22 miejsca noclegowe.
6. Hotel Ibis Poznań Stare Miasto (należy do AccorHotels – sieć Ibis) – ul. Kazimierza Wielkiego 23 (Centrum), 146 pokoi, 292 miejsca noclegowe, otwarty w 2000 pod nazwą Hotel Ibis Poznań.
7. Hotel Meridian – ul. Litewska 22 (Sołacz), 10 pokoi, 20 miejsc noclegowych.
8. Hotel MTJ – ul. Górecka 108 (Górczyn), 13 pokoi, 31 miejsc noclegowych, otwarty w 2009.
9. Hotel Naramowice – ul. Naramowicka 150 (Naramowice), 54 pokoje, 108 miejsc noclegowych.
10. Hotel Olimp – ul. Warmińska 1 (Golęcin), 22 pokoje, 45 miejsc noclegowych.
11. Hotel Pomorski – ul. Sierakowska 36 (Świt), 68 pokoi, 116 miejsc noclegowych. Po generalnym remocnie budynku w 2018, przekształcony w mikroapartamenty My 1st place Poznań.
12. Traffic Hotel & Hostel – ul. Niezłomnych 1 (Centrum), 13 pokoi, 34 miejsca noclegowe, otwarty w 2012.
13. Hotel Zieliniec – ul. Sarnia 23 (Zieliniec), 15 pokoi, 36 miejsc noclegowych.

### Hotele 1-gwiazdkowe[11]
1. Hotel Kaskada – ul. Międzyzdrojska 1 (Krzyżowniki), 26 pokoi, 62 miejsca noclegowe.
2. Hotel MCM – ul. Skośna 1 (Centrum), 10 pokoi, 20 miejsc noclegowych.
3. Hotel Quay – ul. Karpia 22 (Naramowice), 14 pokoi, 30 miejsc noclegowych.

### Obiekty niewystępujące w bazie urzędu marszałkowskiego
1. Don Prestige Residence – ul. Święty Marcin 2 (Centrum), 53 pokoje, 101 miejsc noclegowych, otwarty w 2006.
2. Garden Boutique Residence – ul. Wroniecka 24 (Stare Miasto), 18 pokoi, 33 miejsca noclegowe, otwarty w 2010.
3. Hotel Lechicka (również jako HL Hotel Lechicka) – ul. Lechicka 101 (Naramowice / Osiedle Łokietka), 107 pokoi, 182 miejsca noclegowe, otwarty w 2005. Do końca 2009 funkcjonował pod nazwą Hotel System Premium i należał do Quality System Hotels.
4. Hotel Puro Poznań – ul. Stawna 12 (Stare Miasto), otwarty w 2014.
5. Ramka – ul. Wejherowska 10.
6. Rezydencja Solei – ul. Szewska 2 (Stare Miasto), 11 pokoi, 15 miejsc noclegowych, otwarty w 2001.
7. Expolis Residence[14] - ul. Antoniego Małeckiego 25 (Łazarz), 45 pokoi o różnym standardzie